# Military District of Washington

Ärmmärke för Military District of Washington med Washingtonmonumentet och ett svärd.

Military District of Washington (förkortning: MDW) är en enhet inom USA:s armédepartement som ansvarar för arméns verksamhet i huvudstadsområdet ifråga om militärt försvar, militära hedersbetygelser vid militärbegravning på Arlingtonkyrkogården och deltagande i statsceremonier som presidentinstallationer, statsbegravningar och statsbesök.
Befälhavaren för MDW som är en generalmajor lyder direkt under USA:s arméstabschef och är i en separat försvarsgrensövergripande roll även är befälhavare för Joint Force Headquarters National Capital Region (JFHQ-NCR), som operativt ingår i United States Northern Command.

## Verksamhet

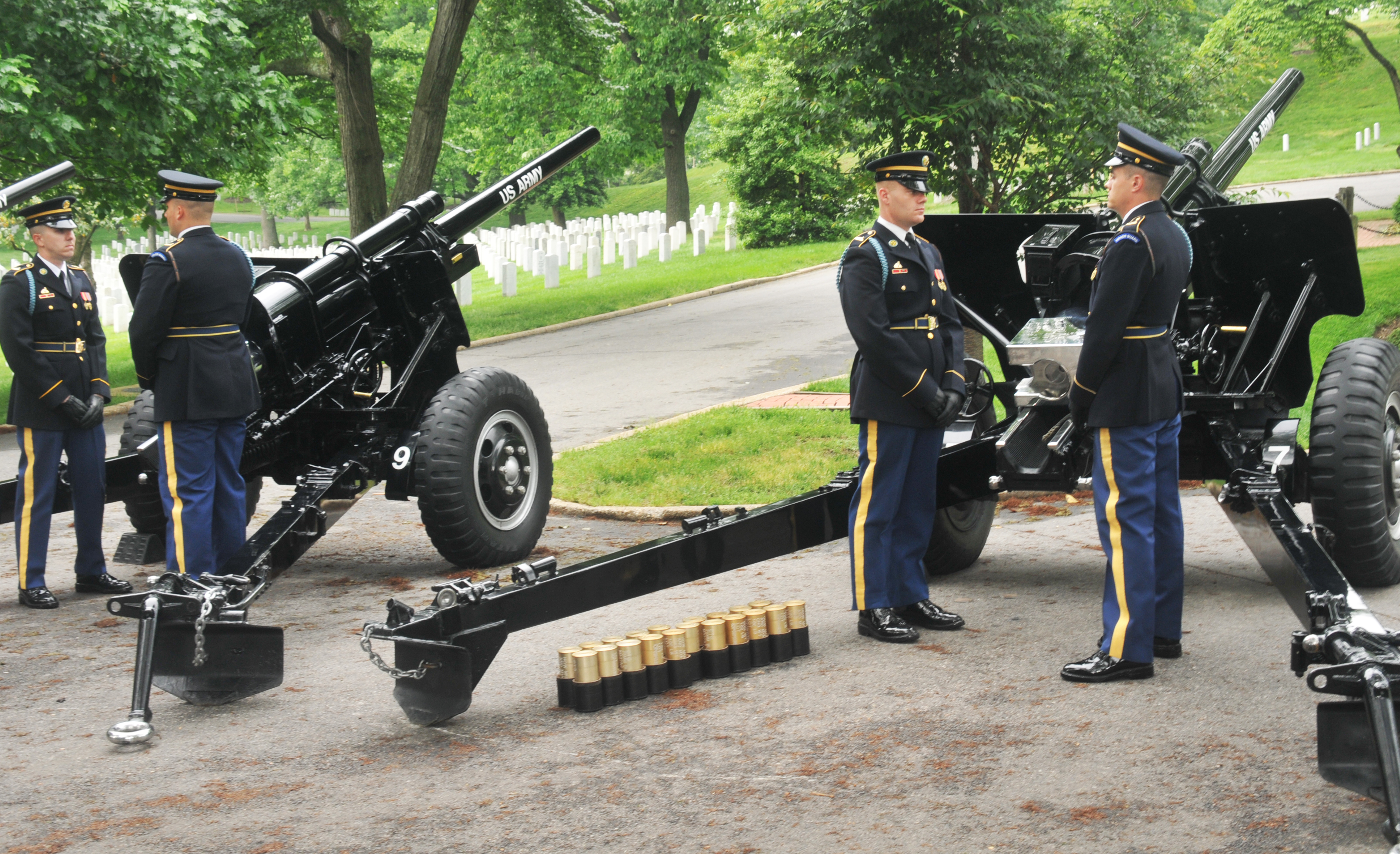
The Presidential Salute Battery, 3d U.S. Infantry Regiment.

3rd US Infantry Regiment bidrar förutom med två infanteribataljoner med ständigt bemannad hedersvakt vid den okända soldatens grav på Arlingtonkyrkogården, paradförband, uppvisningsexercis och ett salutbatteri. 
Två militära musikkårer ingår: United States Army Band (även kallade för "Pershing's Own") och United States Army Field Band.
Military District of Washington är även värdförband för flera militära anläggningar: Fort Lesley J. McNair (där högkvarteret är beläget), Joint Base Myer–Henderson Hall, Fort Belvoir, Fort A.P. Hill, Fort Meade samt Fort Hamilton i New York.